# Euryhapsis cilium
Euryhapsis cilium är en tvåvingeart som beskrevs av Donald R. Oliver 1981. Euryhapsis cilium ingår i släktet Euryhapsis och familjen fjädermyggor. Inga underarter finns listade i Catalogue of Life.